# Língua de sinais costarriquenha
A língua de sinais costarriquenha ou língua gestual costarriquenha é a língua de sinais (pt: língua gestual) usada pela comunidade surda da Costa Rica.